# Most Mária Valéria
Most Mária Valéria (madžarsko Mária Valéria híd; slovaško Most Márie Valérie) čez Donavo povezuje madžarsko mesto Esztergom s slovaškim mestom Štúrovo/Párkány. Ime je dobil po madžarski princesi Marie Valerie.

## Lega
Most Marije Valerije stoji na rečnem kilometru 1718,80. Naslednji most navzgor je Elisabethin most v Komárno/Komárom na kilometru 1767,80. Naslednji most je avtocestni most Megyeri híd na severu Budimpešte na kilometru 1659,74 in cestni most je Árpádov most na kilometru 1651,40.

## Zgodovina
V Esztergomu (pa tudi v Komáromu) je bila pomembna trajektna povezava že v rimskih časih.
Kasneje so postavili pontonski most, ki pa se je težko odpiral za ladje in splave in so ga morali ob poplavah in žledu popolnoma razstaviti. Brod, ki je deloval med letoma 1762 in 1842, je bil videti kot olajšava. Zaradi vse večjega prometa so nato ponovno zgradili pontonski most, ki je bil leta 1848 porušen, leta 1862 obnovljen in je obratoval do odprtja mostu Marije Valerije.

## Opis
Most Marije Valerije je zasnoval madžarski gradbeni inženir János Feketeházy, ki je pred tem načrtoval Elisabethin most v Komáromu, med letoma 1893 in 1895 pa ga je zgradil Cathry Szaléz, budimpeštanski gradbeni izvajalec švicarskega rodu.
Ko je bil odprt, je bil 514 m dolg objekt drugi najdaljši most na Madžarskem za Margaretinim mostom (Margit híd) v Budimpešti.
Sestavljen je bil iz petih lokov v obliki polmeseca in kratkega mostu čez ulico na desnem bregu, ki je imel naslednje razpone: 83,5 + 102,0 + 119,0 + 102,0 + 83,5 + 16,2 m nosilci širine 9,55 m. Veliki osrednji lok je bil visok 14,0 m.
Od odprtja leta 1895 je bil most porušen dvakrat: prvič leta 1920, drugič pa 26. decembra 1944, ko je bil tako kot drugi mostovi razstreljen ob umiku nemških čet. Zaradi slabih dvostranskih odnosov med Madžarsko ter Češkoslovaško in Slovaško je trajalo skoraj 60 let, preden se je lahko začela obnova mostu.

## Rekonstrukcija
Po dolgih pogajanjih je bil 16. septembra 1999 sklenjen dvostranski sporazum o obnovi. EU je zagotovila posojilo za polovico stroškov gradnje (10 milijonov evrov) v okviru programa PHARE.
Nov most sta načrtovali inženirski podjetji Pont-TERV in Dopravoprojekt. Dva zunanja loka, ki sta še obstajala, sta bila ojačana in ponovno uporabljena. Za tri srednje razpone so bili zgrajeni novi, varjeni in vijačeni jekleni loki, ki so bili po zunanjem videzu enaki staremu mostu. Razširili so cestišče, tako da je most zdaj širok 12,3 m. Nosilni nosilec je zdaj ortotropna plošča. Ladijski promet je zahteval, da se most znatno dvigne, zato so preostale stebre okrepili in povečali. Višina je zdaj 9,91 m nad HWS 2010 (najvišji nivo vode za ladijski promet). Most je bil ponovno odprt za javnost 11. oktobra 2001.
Obnova mostu je povzročila velik porast gospodarstva in industrije v regiji Ister-Gran. Od leta 2004 most gosti umetniški rezidenčni projekt, v okviru katerega lahko umetniki več mesecev živijo in delajo kot »varuhi mostu« v Štúrovu.
- Most na Donavi, porušen v drugi svetovni vojni leta 1969
- Mostišče s carinarnico
- Most Marije Valerije iz bazilike Esztergom
- Meja med Madžarsko in Slovaško na sredini mostu
- Most Marije Valerije